# Hayatia
Hayatia is een geslacht van vliesvleugeligen uit de familie Trichogrammatidae. De wetenschappelijke naam van dit geslacht is voor het eerst geldig gepubliceerd in 1982 door Viggiani.

## Soorten
Het geslacht Hayatia omvat de volgende soorten:
- Hayatia cypriota (Nowicki, 1935)
- Hayatia indica Viggiani, 1982
- Hayatia latiuscula Lin, 1993
- Hayatia procypriota Viggiani, 1996
- Hayatia tortuosa Lin, 1993
- Hayatia triclada Hayat, 2008
- Hayatia uttara Hayat, 2009